# Бертран де Борн

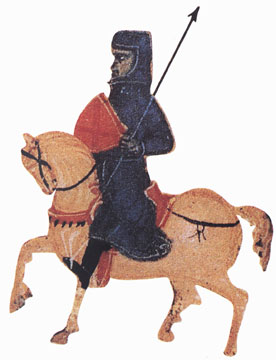
Бертран де Борн. Національна бібліотека Франції

Бертра́н де Борн (Bertran de Born; 1140 , Лімузен— 1215) — один з найвідоміших поетів та трубадурів середньовічного Провансу. Народився на заході Франції у місті Лімузена. У войовничих піснях славив війну. Улюблена форма творів Бертрана де Борна — сірвента.
Один із видатних прованських трубадурів. В 9 років був відправлений на навчання у монастир. У 20 років його посвятили у лицарі. Разом зі своїм братом Костянтином володів укріпленим замком Альтафорт (зараз містечко Отефор). Від двох шлюбів мав 4 синів, старший син також Бертран де Борн був трубадуром. Данте хвалить його як талановитого поета, співця війни («Про народне красномовство»), згадує про його щедрість («Бенкет»), але прирікає Борна на дуже важку кару за гріхи серед «злопорадників» у восьмому колі пекла: видатний трубадур тримає свою відрубану голову в руці, «як ліхтар». За що ж судилася йому така кара?
За легендою, Борн відіграв вирішальну роль у політичних подіях свого часу і був чи не єдиним винуватцем кривавих чварів, що спалахнули у французьких володіннях англійської королівської родини Плантагенетів. Реальні події, однак, складалися інакше. Син Генріха II Плантагенета — Річард І Левове Серце отримав від батька великі володіння у Франції, а його старший брат Генріх (т. зв. «Молодий король») через заздрощі виступив проти нього зі зброєю. Борн був серед тих південнофранцузьких лицарів, які стали на бік «Молодого короля».
Як талановитий поет, він надзвичайно яскраво відобразив ідеологію дрібного лицарства, завжди готового взятися до зброї і змушеного, через нестатки, жити війною. Але він, звичайно, не був єдиним носієм цієї ідеології. Його творчість цікава саме тому, що у талановитій формі виражає погляди і почуття тієї частини феодалів, до якої він належав.
Після надзвичайно бурхливого життя Борн подався у монастир, де й помер.
Його старший син, теж Бертран де Борн, був трубадуром

## Поетична спадщина
Поетична спадщина (48 пісень) Бертрана де Борна — в основному сірвенти на політичні теми, що оспівують війну як єдину гідну справжнього лицаря справу. Захват від бою у де Борна замінює любовне захоплення, що позначається в куртуазної ліриці словом joi («Радість»). Навіть у кансонах, адресованих Дамі, де Борн незмінно звертається до питань військової доблесті і честі. Його твори відрізняються експресією, сарказмом, мають високий ступінь впливу на емоції читача за допомогою віддалених образних, тематичних, ритмічних асоціацій. Два плачу де Борна на смерть Генріха Плантагенета («Молодого короля») відмічені високою майстерністю і вважаються одними з найкращих в цьому жанрі. Бертран де Борн був знайомий з поетичними дослідженнями свого сучасника Арнаута Даніеля і з успіхом застосовував методи цього складного трубадура у своїй ліриці. Наскрізна тема пісень де Борна — його взаємини з Річардом Левове Серце (фігурує у де Борна під прізвиськом «Oce-No» «Так-та-ні»), вони проходять складний шлях від відкритого протистояння (в «Легко сірвенти я складав …» де Борн закликає баронів об'єднатися проти Річарда) до військового союзу васала і сюзерена (сірвенти «Якщо б трактир, повний вин і шинок …»).
Данте в «Божественній комедії» («Пекло», пісня 28) назвав Борна сіячем розбрату й чвар і помістив його душу у восьме коло пекла. Водночас Данте хвалить його як талановитого поета, співця війни («Про народне красномовство»), згадує про його щедрість («Бенкет»).
Юрій Клен в циклі поезій «Прованс» присвятив Бертранові де Борну однойменний вірш.

## Українські переклади
У авторській антології перекладача Миколи Терещенка «Сузір'я французької поезії» (І — II, Київ, 1971) вміщено декілька перекладів українською з Бертрана де Борна.